# Elizabeth Ramsey
Elizabeth Ramsey (San Carlos, Negros Occidental, 3 de diciembre de 1931 - 8 de octubre de 2015) fue una comediante, cantante y actriz filipina. Conocida por sus diálogos con acento visayan, también actuó y canto en otros idiomas como en inglés y tagalo, ella es considerada como la "Reina del Rock and Roll" y la "Reina de la comedia" de su país. Ella saltó a la fama en 1958 tras ganar un concurso de canto como Estudiante de Canteen, su primera presentación fue difundido en un canal de televisión filipina.
Ramsey es también la madre de la cantante filipina Jaya.

## Biografía
Ramsey nació el 3 de diciembre de 1931 en San Carlos, Negros Occidental. Su padre era Arturo C. Ramsey, un infante de la marina de Jamaica que inmigró y se instaló en las Filipinas, mientras que su madre era filipina de ascendencia española, Marcelina Rivera Indino.

## Vida personal
Ramsey tuvo 3 hijos de su primer matrimonio, que era de herencia jamaicana. Después de su muerte, Ramsey se casó con Ray Kagahastian, un filipino, con quien tuvo a su hija llamada, María Luisa "Jaya" Ramsey (nacida en 1969), la reconocida cantante Jaya, antes de la separación.